# Jens Bergensten
Jens "Jeb" Bergensten là một nhà thiết kế trò chơi người Thụy Điển. Kể từ tháng 12 năm 2010, ông làm việc cho nhà phát triển trò chơi điện tử Mojang với vai trò là nhà thiết kế trò chơi kiêm lập trình viên. Ông trở thành nhà thiết kế chính và nhà phát triển hàng đầu của trò chơi điện tử độc lập Thế giới mở Minecraft, sau khi Markus "Notch" Persson từ chức vào tháng 12 năm 2011. Ông được biết đến với tên trong trò chơi là "jeb_".

## Nghề nghiệp
Bergensten bắt đầu lập trình trò chơi đầu tiên ở tuổi 11 bằng BASIC và Turbo Pascal. Năm 21 tuổi, ông là mapper và modder của trò chơi bắn súng góc nhìn người thứ nhất Quake III Arena. Sau đó ông là lập trình viên C++ và Java cho nhà phát triển trò chơi Korkeken Interactive Studio, đã phá sản và sau đó trở thành Oblivion Entertainment. Trong thời gian đó, ông đã dẫn dắt sự phát triển cho trò chơi nhập vai trực tuyến Whispers in Akarra, sau này ông đã dừng công việc sau khi đi lệch hướng khỏi tầm nhìn sáng tạo ban đầu của dự án.
Sau khi phá sản của Oblivion, Bergensten chuyển về Malmö và kiếm được bằng thạc sĩ về khoa học máy tính tại Đại học Malmö năm 2008. Trong các nghiên cứu của mình, ông thành lập công ty phát triển trò chơi độc lập, Oxeye Game Studio, cùng với Daniel Brynolf và Pontus Hammarber. Studio trở nên nổi tiếng với trò chơi nền tảng Cobalt và trò chơi chiến lược thời gian thực Harvest: Massive Encounter.
Cho đến ngày 24 tháng 11 năm 2010, Bergensten đã làm việc cho cộng đồng tri thức trực tuyến, Planeto.

### Mojang
Bergensten ban đầu được thuê làm nhà phát triển phụ trợ của Mojang cho Scrolls, sau đó bắt đầu lập trình ngày càng nhiều tính năng hơn cho trò chơi Minecraft tới khi ông tiếp quản hoàn toàn công đoạn phát triển trò chơi vào ngày 1 tháng 12 năm 2011, sau khi Markus Persson từ chức. Bergensten là một phần của nhóm phát triển Catacomb Snatch cũng như là sự kiện Humble Bundle Mojam nơi các nhà phát triển trò chơi tạo trò chơi trong 60 giờ. Ông cũng đã tham dự nhiều buổi gặp mặt của Mojang.

## Đời tư
Vào ngày 11 tháng 5 năm 2013, Bergensten kết hôn với Jenny Bergensten (née Thornell).

## Trò chơi
- Harvest: Massive Encounter (2008)
- Minecraft (2011)
- Cobalt (2016)